# 交通放送
ソウル特別市メディア財団（略称:tbs）は、大韓民国の地方公共放送局である。
1990年6月11日にソウル特別市とその周辺地域に向けて、ニュース、エンターテインメントを中心に、市政府広報、あるいはドライブにふさわしい音楽を放送する異色のラジオ局として放送を開始(FM:95.1MHz)。FMラジオによる音声放送に加え、2005年3月にはTV局「tbs TV」を開局し、CATV(ソウル、仁川、京畿地域限定)やインターネットにおける番組提供を開始、同年12月には地上波デジタルマルチメディア放送(通称:DMB)にも参入。また在韓外国人のために、外国語による第2放送「TBS eFM」が開局した。
2020年から、公共放送として再出発し、放送局名はTBSに変更、放送内容はニュース、バラエティ、音楽等に変更した。
2022年、呉世勲ソウル市長は、TBSが偏向報道を繰り返しているとして、同年11月にソウル市議会で「ソウル市予算支援廃止条例案」を可決し、2024年から全体予算の70％を占めるソウル市の拠出金を受け取れなくなる事態となった。呉市長はTBSの民営化も含めた改革案を求めた。
2024年9月11日、同日付でソウル市出資機関の地位が解除され、民間の非営利財団に移行したため、事実上の民営化となった。今後TBSはソウル市から追加の支援が受けられなくなるため、寄付や出資などをしてくれる機関を自ら探さなければならない。
なお、類似名称の韓国交通放送とは別組織であり、ソウル首都圏に於いては仁川広域市の京仁交通放送がサービスを提供している。

## 主な番組
放送中の番組
- 2時が好き （月～金14:00～16:00）DJ:甚顯涉 金鞋琳
- 夜への旅 （毎日　0:00～2:00） DJ:肪恩疹
- 物乘4時 （月～金16:00～18:00）DJ:鴻瑞范
- 9595劇家 （月～土12:00～14:00）DJ:迫稀疹,金鶴桃
- tbs首爾広場 （月～金7:00～8:00）DJ:情緒区
- Seoul Today （月～金6:30～7:00）DJ: Shane & Erica
- 白線に注意、さわやかな朝 （月～金8:15～10:00）DJ:佰誠攸
- 醤油遺傳子の音楽の手紙 （毎日2:00～3:00）DJ:暲攸疹
- 週末の現代的古典當直 (土～日5:00～7:00）DJ:李恩晶
- 新鮮な私たちの音楽 （土～日7:00～8:00）DJ:爾鞍
- 首爾ⓝ文化 (月～金11:00～12:00）DJ:悚晶涯→ 迫景攣Ann
- 音送を去來 （月～金5:00～6:30）DJ:公迷晶
- 交通の時代 (月～金10:05～10:50） DJ:汗汶鐵
- 李宗桓の我道 （毎日0:00～2:00）→（毎日10:00～12:00）→DJ:李宗桓
- 金興國、首四注意し幸せです （月～金18:00～20:00）DJ金興國,張姸姝
- 週末特急松亭愛です （土～日8:00～10:00)DJ：松亭愛
- 自治区の公開放送 （日12:00～14:00)
- 週末特急深層面接佛人五字荷駄 （土～日17:00～20:00）DJ：豸佛献
- 週末特急出たくんです （土～日20:00～22:00)DJ：奈仙勳
- 首爾の物語 （毎日21:45～22:00)DJ:吳丞壟
- 歌うFM （日～火3:00～5:00）DJ:奈仙混
- 黃禹昌原以情報の晩餐 （月～金20:00～22:00）DJ:范文澯
- プロ野球中継（土～日14:00～17:00）

## 終了している番組
- tbs내 친구 （毎日 3:00～5:00）
- 장웅의 달빛으로 가는 자동차 DJ:장웅（毎日 0:00～2:00）
- 박학기의 달빛으로 가는 자동차 DJ:박학기（毎日 22:00～0:00）
- 안문숙의 4시를 잡아라 DJ:안문숙（毎日 16:00～18:00）
- 아름다운 서울의 저녁입니다 (月～金20:00～22:00）DJ:김상희
- 아름다운 서울의 저녁입니다 （土～日20:00～22:00）DJ:이익선
- 2시가 좋아 （毎日 月～金14:00～16:00）DJ:송정애
- 함께 가는 저녁길（週末バージョン）（土～日 18:00～20:00）DJ:손혜성
- 아름다운 서울의 저녁입니다 (毎日20:00～22:00）DJ:백선유
- tbs 모닝 매거진（月～金5:00～7:00）DJ:김병운 이은정
- 운전과 건강（毎日5:57～5:59）DJ:수시
- 교통백과（月～金11:05～11:50）DJ:나선홍
- 노래하는 FM（日～火3:00～5:00）DJ(3:00~4:00손혜성)(4:00~5:00최주봉)
- 새로운 우리가락（土～日5:00～6:00）DJ: 정병문
- 박경련의 주말산책（土～日9:00～9:50）DJ：박경린
- 2시가 좋아（週末バージョン） （土～日 14:00～16:00）DJ:장웅
- 우리말 고운말(毎日10:47～10:50）
- MUSIC HIGHWAY (土～日10:00～:1200）DJ:김지숙
- 4시 탈출（土～日16:00～18:00）DJ:원미영
- 책읽는 서울 （土～日8:00～8:50)DJ：황원찬
- 4시 탈출（月～金16:00～18:00）DJ:박철
- 9595쇼（月～金12:00～14:00）DJ:박희진,김성환
- 박찬희의 생활경제 （月～金7:05～7:50）DJ:박찬희
- 라디오를 껴라 （月～金5:00～5:56）DJ: 이은정
- Seoul Today （月～金8:15～8:30）DJ:Sahne,Erica
- 서울정망대（月～金6:00～6:50）DJ: 장용석
- 교통시대 (月～金10:05～10:50） DJ:강필수
- 김현주의 LIVE FM (毎日22:05～24:00）DJ:김현주
- 박찬희의 생활경제（月～金7:05～7:50）DJ:박찬희
- wow김흥국입니다 (月～金20:00～22:00）DJ:김흥국
- 정연주의 상쾌한 아침（月～金8:30～9:50）DJ：정연주
- 김현주의 LIVE FM (毎日22:05～24:00）DJ:김현주
- 배한성 송도순의 함께가는 저녁길（月～金18:00～20:00）DJ배한성 송도순
- 주말 특급 I （土～日8:00～11:00)DJ：박경령
- 주말 특급 IV (土～日17:00～20:00）DJ：백선유Ann
- 주말 특급 V （土～日20:00～22:00)DJ：데플콘
- 주말 특급 손헤성입니다 （土～日8:00～11:00)DJ：손혜성
- 시끌벅적 라디오（月～金16:00～18:00）DJ:박남현→진시몬
- 주말 특급 김별훈입니다（土～日20:00～22:00)DJ：김병훈
- 주말 특급 백선유입니다 （土～日8:00～11:00)DJ：손혜성
- 주말 특급 진시몬입니다（土～日14:00～17:00)DJ：진시몬
- 상쾌한 아침 （月～金8:15～10:00）DJ:박경련
- 와우 장웅입니다 (月～金20:00～22:00）DJ:장웅
- 진시몬의4시의엔들핀（月～金16:00～18:00）DJ:진시몬
- 주말 특급 최지은입니다 （土～日8:00～10:00)DJ：최지은
- 주말 특급 장웅입니다（土～日11:00～14:00)→（土～日10:00～12:00)DJ：장웅
- 설수진의 LIVE FM (毎日22:05～24:00）DJ:설수진

## 2006年12月番組改編の概要
tbsアナウンサーのペク･ソンユ（백선유）アナウンサーがパーソナリティーをつとめていた20時台の番組に、歌手のキム･フングク（흥국）が返り咲く。10時以降の深夜の時間帯に主だった変化は見られない。朝の時間帯の番組がイ･ウンジョン（이은정）アナウンサー単独の担当となる。さらに8時から「Seoul Today」という英語放送が開始されたことに伴い、「정연주의 상쾌한 아침」が8時半からの開始となる。（毎時30分から始まる番組はtbsでは異色である）正午からの人気番組「9595쇼」はコーナーやジングルが改められ、週末放送は無くなった。
週末の番組は、5時からの韓国伝統音楽番組が無くなった。その他、朝8時から、夜10時まで「週末特急（주말 특급）」という統一タイトルで放送が開始された。1時間もしくは2時間スパンの番組が一般的だったが3時間にわたる放送が改編を期に放送される。

## 2007年4月番組改編の概要
開局以来の長寿番組であった「배한성 송도순의 함께가는 저녁길」が終了。また、人気番組であった김현주의 LIVE FMも終了するなどプログラムの刷新が目立った。 週末ワイドプログラム주말 특급 （週末特急）にはそれぞれの時間帯にパーソナリティー名がつけられるようになった。

## 2007年10月番組改編の概要
約一年ぶりに、「9595쇼」の週末放送が再開される。それにともない週末ワイド番組「週末特急（주말 특급）」が12時から18時の間分断されることとなる。「이종환의 마이웨이쇼」が夜10時からの放送となり、「장웅의 달빛으로 가는 자동차」が放送されていた2005年秋以来2年ぶりのこと。

## 2008年4月番組改編の概要
2005年より平日、週末とレギュラーを持っていた진시몬、자웅が今回の改編でtbsのレギュラーから降板することとなる。また、今回の改編でtbs初のプロ野球中継が週末2時より実施される。また、中断されていた朝の英語放送「Seoul Today」も再開されることとなった。

## 住所
- 3-8, Yejang-dong, Jung-gu, Seoul.（대한민국 서울시 중구 예장동 3-8）

## 無線局免許データ
- 周波数：95.1MHz
- 出力：5kw
- 放送時間：24時間（但し火曜日2時から4：35まで放送休止。4:35から試験放送）
- 呼出符号：HLST-FM